# Cantone di Illiers-Combray
Il Cantone di Illiers-Combray è una divisione amministrativa dell'arrondissement di Chartres, dell'arrondissement di Châteaudun e dell'arrondissement di Nogent-le-Rotrou.
A seguito della riforma approvata con decreto del 24 febbraio 2014, che ha avuto attuazione dopo le elezioni dipartimentali del 2015, è passato da 20 a 41 comuni.

## Composizione
I 20 comuni facenti parte prima della riforma del 2014 erano:
- Bailleau-le-Pin
- Blandainville
- La Bourdinière-Saint-Loup
- Cernay
- Charonville
- Les Châtelliers-Notre-Dame
- Chauffours
- Épeautrolles
- Ermenonville-la-Grande
- Ermenonville-la-Petite
- Illiers-Combray
- Luplanté
- Magny
- Marchéville
- Méréglise
- Meslay-le-Grenet
- Nogent-sur-Eure
- Ollé
- Saint-Éman
- Sandarville

Dal 2015 i comuni appartenenti al cantone sono i seguenti 41:
- Bailleau-le-Pin
- Billancelles
- Blandainville
- Cernay
- Charonville
- Les Châtelliers-Notre-Dame
- Chauffours
- Chuisnes
- Courville-sur-Eure
- Dangers
- Épeautrolles
- Ermenonville-la-Grande
- Ermenonville-la-Petite
- Le Favril
- Fontaine-la-Guyon
- Friaize
- Fruncé
- Illiers-Combray
- Landelles
- Luplanté
- Magny
- Marchéville
- Méréglise
- Meslay-le-Grenet
- Mittainvilliers
- Nogent-sur-Eure
- Ollé
- Orrouer
- Pontgouin
- Saint-Arnoult-des-Bois
- Saint-Avit-les-Guespières
- Saint-Denis-des-Puits
- Saint-Éman
- Saint-Georges-sur-Eure
- Saint-Germain-le-Gaillard
- Saint-Luperce
- Sandarville
- Le Thieulin
- Vérigny
- Vieuvicq
- Villebon